# Saison 2019-2020 du Castres olympique
Cette page présente la saison 2019-2020 du Castres olympique en Top 14 et en Challenge européen.

## Entraîneurs
- Mauricio Reggiardo (manager)
- Patrick Furet (entraîneur)
- Stéphane Prosper (entraîneur)
- Joe Worsley (défense, à partir du 18 novembre 2019)

## La saison
La saison est marquée par une suspension du championnat à partir du 13 mars après le début de la propagation de la pandémie de Covid-19 en France. Le 30 avril, la LNR propose l'arrêt définitif du championnat, après une réunion extraordinaire organisée la veille avec tous les membres du bureau exécutif et les présidents de clubs. Par conséquent, le titre national n'est pas attribué et aucune promotion, ni relégation n'est promulguée, à l'issue de cette édition ; la décision est définitivement approuvée par le comité directeur de la LNR le 2 juin.

## Effectif
| Nom                   | Poste               | Naissance         | Nationalité sportive | Sélections | Dernier club             | Arrivée au club (année) |
| --------------------- | ------------------- | ----------------- | -------------------- | ---------- | ------------------------ | ----------------------- |
| Wayan De Benedittis   | Pilier              | 10 mars 1999      | France               | -          | FC Grenoble              | 2019                    |
| Antoine Tichit        | Pilier              | 13 juin 1989      | France               | -          | US Oyonnax               | 2015                    |
| Daniel Kotze          | Pilier              | 28 mars 1987      | France               |            | ASM Clermont             | 2016                    |
| Tudor Stroe           | Pilier              | 6 novembre 1993   | France               | -          | Stado Tarbes             | 2016                    |
| Marc Clerc            | Pilier              | 9 juin 1987       | France               | -          | Union Bordeaux Bègles    | 2018                    |
| Paea Fa'anunu         | Pilier              | 4 novembre 1988   | Tonga                |            | US Dax                   | 2018                    |
| Tapu Falatea          | Pilier              | 12 décembre 1988  | France               | -          | RC Narbonne              | 2018                    |
| Wilfrid Hounkpatin    | Pilier              | 29 juillet 1991   | France               | -          | Rouen NR                 | 2018                    |
| Karena Wihongi        | Pilier              | 29 septembre 1979 | Nouvelle-Zélande     | -          | US Carcassonne           | 2019                    |
| Matt Tierney          | Pilier              | 7 avril 1996      | Canada               |            | Section paloise          | 2019                    |
| Morgan Phelipponneau  | Pilier              | 5 septembre 1989  | France               |            | SU Agen                  | 2019                    |
| Marc-Antoine Rallier  | Talonneur           | 2 décembre 1988   | France               | -          | Colomiers rugby          | 2011                    |
| Jody Jenneker         | Talonneur           | 10 avril 1984     | Afrique du Sud       | -          | US Oyonnax               | 2016                    |
| Kévin Firmin          | Talonneur           | 20 avril 1992     | France               | -          | US Dax                   | 2017                    |
| Rodrigo Capó Ortega   | Deuxième ligne      | 8 décembre 1980   | Uruguay              |            | SO Millau                | 2002                    |
| Christophe Samson     | Deuxième ligne      | 1er mars 1984     | France               |            | RC Toulon                | 2012                    |
| Victor Moreaux        | Deuxième ligne      | 19 septembre 1993 | France               | -          | Stade Toulousain         | 2013                    |
| Loïc Jacquet          | Deuxième ligne      | 31 mars 1985      | France               |            | ASM Clermont             | 2016                    |
| Hans Nkinsi           | Deuxième ligne      | 21 septembre 1992 | France               | -          | FC Grenoble              | 2019                    |
| Mathieu Babillot      | 3e ligne aile       | 9 septembre 1993  | France               |            | Formé au club            | 2013                    |
| Alex Tulou            | 3e ligne aile       | 21 mars 1987      | Nouvelle-Zélande     | -          | Montpellier HR           | 2015                    |
| Maama Vaipulu         | 3e ligne            | 21 juillet 1989   | Tonga                |            | Chiefs                   | 2016                    |
| Anthony Jelonch       | 3e ligne aile       | 28 juillet 1996   | France               |            | FC Auch                  | 2014                    |
| Baptiste Delaporte    | 3e ligne aile       | 27 mars 1997      | France               | -          | Olympique Labruguière XV | 2014                    |
| Camille Gérondeau     | 3e ligne aile       | 12 mars 1988      | France               | -          | ASM Clermont             | 2018                    |
| Kévin Gimeno          | 3e ligne aile       | 11 septembre 1991 | France               | -          | US Carcassonne           | 2018                    |
| Rory Kockott          | Demi de mêlée       | 25 juin 1986      | France               |            | Lions                    | 2011                    |
| Ludovic Radosavljevic | Demi de mêlée       | 17 août 1989      | France               | -          | ASM Clermont             | 2017                    |
| Bastien Bourgier      | Demi de mêlée       | 5 février 1999    | France               | -          | Stade toulousain         | 2019                    |
| Jérémy Fernandez      | Demi de mêlée       | 15 mai 1997       | France               | -          | Formé au club            | 2019                    |
| Benjamín Urdapilleta  | Demi d'ouverture    | 11 mars 1989      | Argentine            |            | US Oyonnax               | 2015                    |
| Thomas Fortunel       | Demi d'ouverture    | 7 juin 1995       | France               | -          | US Montauban             | 2019                    |
| Florian Vialelle      | Trois-quarts centre | 5 octobre 1993    | France               | -          | SC Albi                  | 2014                    |
| Thomas Combezou       | Trois-quarts centre | 26 janvier 1987   | France               | -          | Montpellier HR           | 2014                    |
| Robert Ebersohn       | Trois-quarts centre | 23 février 1989   | Afrique du Sud       | -          | Montpellier HR           | 2016                    |
| Lucas Tharin          | Trois-quarts centre | 31 décembre 1998  | France               | -          | RC Narbonne              | 2018                    |
| Yann David            | Trois-quarts centre | 15 avril 1988     | France               |            | Stade toulousain         | 2018                    |
| Julien Caminati       | Ailier              | 28 octobre 1985   | France               | -          | RC Toulon                | 2016                    |
| Armand Batlle         | Trois-quarts aile   | 12 avril 1987     | France               | -          | FC Grenoble              | 2017                    |
| Taylor Paris          | Trois-quarts aile   | 6 octobre 1992    | Canada               |            | SU Agen                  | 2017                    |
| Martin Laveau         | Trois-quarts aile   | 10 septembre 1996 | France               | -          | Aviron bayonnais         | 2018                    |
| Antoine Bouzerand     | Trois-quarts aile   | 26 mai 1999       | France               | -          | Cahors rugby             | 2018                    |
| Benjamin Lapeyre      | Trois-quarts aile   | 24 septembre 1986 | France               | -          | AS Béziers               | 2019                    |
| Filipo Nakosi         | Trois-quarts aile   | 8 avril 1992      | Fidji                |            | RC Toulon                | 2019                    |
| Geoffrey Palis        | Arrière             | 8 juillet 1991    | France               |            | SC Albi                  | 2013                    |
| Julien Dumora         | Arrière             | 24 mars 1988      | France               | -          | Lyon OU                  | 2014                    |

## Calendrier et résultats

### Top 14
| - Castres olympique - Montpellier HR : 26 - 25 - Racing 92 - Castres olympique : 23 - 14 - Castres olympique - Union Bordeaux Bègles : 32 - 34 - Aviron bayonnais - Castres olympique : 21 - 17 - Castres olympique - SU Agen : 30 - 27 - Castres olympique - Stade français : 46 - 16 - Stade toulousain - Castres olympique : 36 - 15 - Section paloise - Castres olympique : 37 - 24 - Castres olympique : CA Brive : 28 - 26 - Stade rochelais - Castres olympique : 22 - 13 - Castres olympique : Lyon OU : 29 - 12 - ASM Clermont - Castres olympique : 39 - 22 - RC Toulon - Castres olympique : 43 - 3 | - Montpellier HR - Castres olympique : - Castres olympique - Racing 92 : 0 - 27 - Union Bordeaux Bègles - Castres olympique : 26 - 24 - Castres olympique - Aviron bayonnais : N'a pas été joué - SU Agen - Castres olympique : 24 - 43 - Stade français - Castres olympique : N'a pas été joué - Castres olympique - Stade toulousain : N'a pas été joué - Castres olympique - Section paloise : 26 - 16 - CA Brive - Castres olympique : N'a pas été joué - Castres olympique - Stade rochelais : N'a pas été joué - Lyon OU - Castres olympique : N'a pas été joué - Castres olympique - ASM Clermont : N'a pas été joué - Castres olympique - RC Toulon : N'a pas été joué |

#### Phase qualificative: classement final au 1er mars 2020
| Rang | Club                  | J  | V  | N | D  | Bo | Bd | Pm  | Pe  | Diff | Pts |
| ---- | --------------------- | -- | -- | - | -- | -- | -- | --- | --- | ---- | --- |
| 1    | Union Bordeaux Bègles | 17 | 13 | 1 | 3  | 6  | 1  | 475 | 317 | +158 | 61  |
| 2    | Lyon OU               | 17 | 12 | 0 | 5  | 5  | 0  | 463 | 304 | +159 | 53  |
| 3    | Racing 92             | 17 | 9  | 1 | 7  | 5  | 3  | 451 | 324 | +127 | 46  |
| 4    | RC Toulon             | 17 | 9  | 2 | 6  | 3  | 1  | 386 | 334 | +52  | 44  |
| 5    | Stade rochelais       | 17 | 9  | 0 | 8  | 3  | 3  | 370 | 377 | -7   | 42  |
| 6    | ASM Clermont          | 17 | 10 | 0 | 7  | 1  | 0  | 423 | 415 | +8   | 41  |
| 7    | Stade toulousain (T)  | 17 | 8  | 1 | 8  | 4  | 2  | 368 | 331 | +37  | 40  |
| 8    | Montpellier HR        | 17 | 6  | 3 | 8  | 2  | 5  | 404 | 390 | +14  | 37  |
| 9    | Aviron bayonnais (P)  | 17 | 7  | 1 | 9  | 0  | 3  | 327 | 409 | -82  | 33  |
| 10   | Castres olympique     | 17 | 7  | 0 | 10 | 3  | 2  | 392 | 460 | -68  | 33  |
| 11   | CA Brive (P)          | 17 | 7  | 1 | 9  | 1  | 2  | 364 | 439 | -75  | 33  |
| 12   | Section paloise       | 17 | 6  | 0 | 11 | 0  | 4  | 334 | 414 | -80  | 28  |
| 13   | SU Agen               | 17 | 5  | 1 | 11 | 0  | 4  | 323 | 404 | -81  | 26  |
| 14   | Stade français Paris  | 17 | 5  | 1 | 11 | 0  | 3  | 328 | 488 | -160 | 25  |

### Challenge européen
Dans la Challenge européen le Castres Olympique, fait partie de la poule 1 et est opposé aux Anglais de Worcester Warriors, des Gallois de Dragons et aux Russes du Enisey-STM.
| Rang | Équipe             | J | V | N | D | Em | Ee | Bo | Bd | Pm  | Pe  | Diff | Pts |
| ---- | ------------------ | - | - | - | - | -- | -- | -- | -- | --- | --- | ---- | --- |
| 1    | Castres olympique  | 6 | 5 | 0 | 1 | 22 | 11 | 3  | 0  | 159 | 103 | +56  | 23  |
| 2    | Dragons            | 6 | 4 | 0 | 2 | 24 | 15 | 3  | 1  | 194 | 126 | +68  | 20  |
| 3    | Worcester Warriors | 6 | 3 | 0 | 3 | 27 | 14 | 3  | 0  | 194 | 127 | +67  | 15  |
| 4    | Enisey-STM         | 6 | 0 | 0 | 6 | 11 | 40 | 0  | 0  | 73  | 269 | -196 | 0   |

Avec 5 victoires et 1 défaite, le Castres olympique arrive 1er de sa poule et est qualifié pour les quarts de finale. 

#### Phases finales
(4 avril 2020)  Leicester Tigers -  Castres olympique

## Statistiques

### Championnat de France
Meilleurs réalisateurs
| Rang | Joueur | Poste | Points | Essais | Transf. | Pén. | Drops |
| ---- | ------ | ----- | ------ | ------ | ------- | ---- | ----- |
| 1    | -      | -     | -      | -      | -       | -    | -     |
| 2    | -      | -     | -      | -      | -       | -    | -     |
| 3    | -      | -     | -      | -      | -       | -    | -     |

Meilleurs marqueurs
| Rang | Joueur | Poste | Essais |
| ---- | ------ | ----- | ------ |
| 1    | -      | -     | -      |
| 2    | -      | -     | -      |
| 3    | -      | -     | -      |
| 4    | -      | -     | -      |
| 5    | -      | -     | -      |

### Challenge européen
Meilleurs réalisateurs
| Rang | Joueur | Poste | Points | Essais | Transf. | Pén. | Drops |
| ---- | ------ | ----- | ------ | ------ | ------- | ---- | ----- |
| 1    | -      | -     | -      | -      | -       | -    | -     |
| 2    | -      | -     | -      | -      | -       | -    | -     |
| 3    | -      | -     | -      | -      | -       | -    | -     |

Meilleurs marqueurs
| Rang | Joueur | Poste | Essais |
| ---- | ------ | ----- | ------ |
| 1    | -      | -     | -      |
| 2    | -      | -     | -      |
| 3    | -      | -     | -      |
| 4    | -      | -     | -      |
| 5    | -      | -     | -      |